# Chiesa di Santa Maria Immacolata (Capizzone)
La chiesa di Santa Maria Immacoalta è un luogo di culto cattolico della località di Capizzone in provincia e diocesi di Bergamo. Fa parte del vicariato di Rota d'Imagna. La chiesa è sussidiaria di quella di San Lorenzo.

## Storia
La chiesa ha una storia molto antica, risulta fosse già edificata nel XIII secolo con la consacrazione il 29 settembre del 1300, giorno dedicato a san Michele Arcangelo. Elevata a parrocchiale nel 1470 con decreto del vescovo di Bergamo Lodovico Donà. Le controversie interne alla località fecero demolire nel 1834 buona parte della chiesa lasciando solo la parte absidale e la torre campanaria e successivamente, nel 1885, fu inserita la cancellata che chiude la cappella.
Malgrado le sue piccole dimensioni, la chiesa è ancora luogo di celebrazione delle funzioni liturgiche.

## Descrizione

### Esterno
La chiesa ha il classico orientamento liturgico con abside rivolta a est, ed è preceduta dal sagrato erboso. Il fronte principale presenta un'ampia apertura centinata chiuda da una cancellata ferrea, e due parapetti a protezione. La facciata a capanna è completata dalla statua della Madonna posta in una nicchia nella parte superiore.

#### Campanile
Il campanile della chiesa è quello di quella antica di San Lorenzo che aveva la torre campanaria costruita anche come funzione di torre di avvistamento. Viene documentata fino dal XII secolo come “torre campanaria in pietra viva presso la chiesa vecchia di S. Lorenzo originaria dal XII secolo”. La fonte non è certa, perché era regola edificare il campanile successivamente alla chiesa, vi sono anche lasciti testamentari risalenti al XVI secolo a conferma della sua edificazione.La torre, venne distrutta da un nubifragio e ricostruita nel 1958 ed è diventato il campanile della chiesa mariana.

### Interno
L'interno di piccole dimensioni si presenta a navata unica con il soffitto a botte con decorazioni a stucchi raffiguranti angeli, frutti e girali. Il presbiterio ospita sempre la volta a botte con decorazioni a stucco. La zona è sopraelevata da un gradino e ospita come pala d'altare il dipinto con la Madonna Assunta titolare della cappella.